# ジャック製菓
ジャック製菓株式会社（ジャックせいか）は大阪府東大阪市の製菓会社である。創業より駄菓子の製造を行なっている。

## 概要
創業以来、幼児・児童向けの駄菓子を中心に製造・卸を続けている。特に駄菓子屋の店頭での販売を対象とした安価で、当たりくじ付きなどの子供が遊んで食べることができる菓子作りを目指している。

## 歴史
昭和23年創立。
現在はLINEスタンプの発売も行なっている。

## 主な商品
一部、製造を中止しているものを含む。
- ヤッターめん
- サッカースクラッチ(サカスク)
- 忍者スクラッチ
- お宝スクラッチ
- ニャンとかしてケロ
- パンダだプー
- うんちくんグミ
- うつしちゃえ
- この人だーれ？
- わくわくスロットチョコ
- チュッチュグミ
- はたらく乗り物ランド
- 動物ランドチョコ
- ドクロ王国
- パチパチ爆弾
- ムッチャ宝島
- くるくる星占い
- かんばん祭り
- かんばんシールチョコ
- 産地直送チョコ
- 金魚すくいチョコ
- たこでちゅグミ
- もうかるメンピリ辛
- イカ天でござる
- ラーメン大当
- イカすぜ！
- ゴールドセブンチョコ
- へんてこキャラ
- スマホグミ
- うまっソーダグミ
- プリンプリングミ
- シルバー大当
- ヨグっぴグミ
- すしくいねえチョコ
- ドラキュラくんビスケット
- ワッハッ歯ガム
- 当てていいともシルバー
- モンタージュミンツ
- こづかいくれーラムネ[3][4][1]